# Пауль Дайхманн
Пауль Дайхманн (нім. Paul Deichmann; 27 серпня 1898, Фульда — 10 січня 1981, Гамбург) — німецький офіцер, генерал авіації (20 квітня 1945). Кавалер Лицарського хреста Залізного хреста.

## Біографія
Син садівника. Дід Дайхманна був гауптманом Прусської армії і загинув під час франко-прусської війни.
29 березня 1916 року поступив на службу в піхотний полк «Королева» (шлезвіг-гольштайнський) № 86, командир взводу. В липні 1917 року перейшов у авіацію, отримав льотну підготовку, закінчив курси радіооператорів, училище зв'язку в Кельні (1917) і артилерійське льотне училище (1918). З 26 лютого 1918 року — льотчик-спостерігач 8-го авіаційного з'єднання.
Після закінчення Першої світової війни служив у фрайкорі, учасник боїв в Курляндії. В травні 1920 року поступив на службу в рейхсвер, командир взводу 3-го (прусського) піхотного полку, потім — командир роти, батальйонний ад'ютант. З 1325 року — офіцер, відповідальний за аерофотозйомку в різних дивізійних штабах. 1 жовтня 1928 року офіційно вийшов у відставку, щоб працювати у секретній авіашколі в Липецьку. В квітні 1931 року повернувся на службу, командир роти. У 1933 році пройшов курси офіцера Генштабу. З жовтня 1933 року — співробітник Імперського міністерства авіації. 1 квітня 1934 року перейшов у люфтваффе. З 1 жовтня 1935 року — керівник оперативного відділу. З 1 жовтня 1937 року — командир 2-ї групи 253-ї бомбардувальної ескадри «Генерал Вефер» і начальник авіабази Гота.
З 1 лютого 1939 року — начальник штабу командувача бойовою підготовкою люфтваффе. З 20 червня 1940 року — начальник штабу 2-го авіаційного корпусу, з 25 серпня 1942 року — 2-го повітряного флоту, який діяв на Середземномор'ї, і головнокомандувача на Півдні. 26 червня 1943 року призначений командиром 1-ї авіаційної дивізії, що діяла на центральній ділянці радянсько-німецького фронту. 7 листопада 1943 року очолив 1-й авіакорпус на німецько-радянському фронті. 4 квітня 1945 року корпус був зведений у 18-у авіаційну дивізію. 27 квітня 1945 року очолив 4-е авіаційне командування.
З 15 червня 1945 по 22 грудня 1947 року перебував у полоні. В 1950-х роках написав декілька досліджень по люфтваффе для повітряних сил США.

## Нагороди
- Залізний хрест 2-го і 1-го класу
- Нагрудний знак пілота-спостерігача (Пруссія)
- Ганзейський Хрест (Гамбург)
- Нагрудний знак «За поранення» в чорному
- Пам'ятний знак пілота (Пруссія)
- Почесний хрест ветерана війни з мечами
- Медаль «За вислугу років у Вермахті» 4-го, 3-го, 2-го і 1-го класу (25 років)
- Медаль «У пам'ять 1 жовтня 1938»
- Застібка до Залізного хреста 2-го і 1-го класу
- Німецький хрест в золоті (20 квітня 1942)
- Лицарський хрест Залізного хреста (26 березня 1944)